# Риботичі
Риботичі (пол. Rybotycze) — село в Польщі, у гміні Фредрополь Перемишльського повіту Підкарпатського воєводства, у межах етнічної української території Надсяння.
Населення — 396 осіб (2011).
Розташоване за 18 км на південний захід від Перемишля та за 10 км на південний захід від Фредрополя. Лежить над річкою Вігором.

## Історія

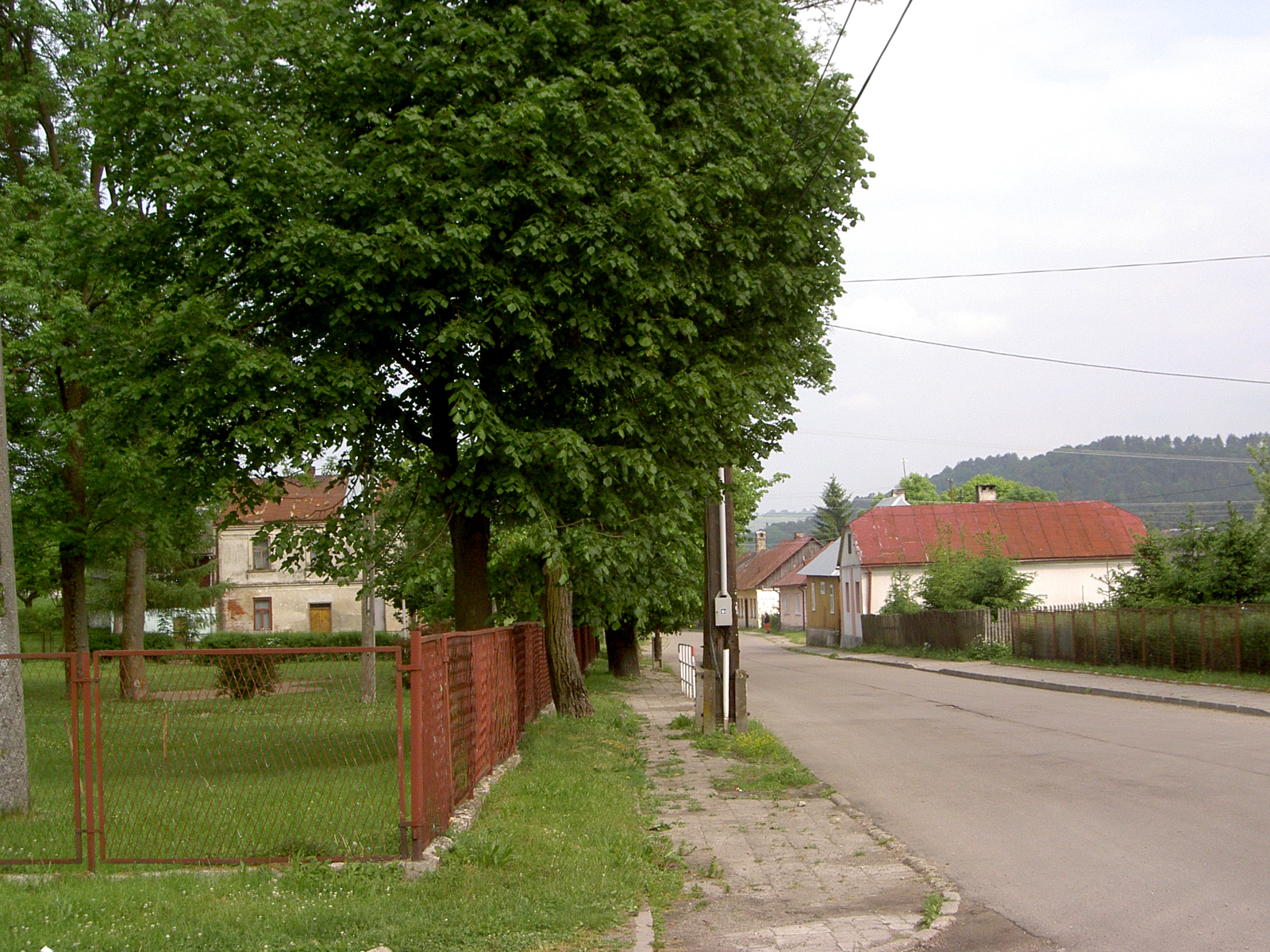
У центрі Риботич

Перші записи про село походять з 1367 р, коли король Казимир III передав територію басейну верхньої течії Вігору Стефанові Венгжинові. На цій малозаселеній території були села, відомі ще з часів Русі, такі як Риботичі, Серакізці, Вугники, а також поселення, які належали православним монастирям, де були місцевості, названі пізніше Пацлав, Посада Риботицька та Трійця.
Король Казимир Ягеллончик надав Риботичам міські права. Від цього часу почалося заселення цих теренів польськими колоністами. Власники Риботич прийняли прізвище від назви місцевості.
У 1525 році містечко отримало привілей на проведення щороку торгів та ярмарку.
Місто мало цікаву історію. Не оминула його татарська орда та шведські завойовники. Уже в XVII ст. розвивались тут дрібна промисловість і ремесла. Були гута скла і 3 водяні млини, виробляли папір. До 1938 р. місто славилось своїм виробництвом взуття. З давніх часів Риботичі були відомі як осередок іконописного мистецтва. У 1589 р. Прокіп Попович малював ілюстрації до Євангелія. Художниками ставали не тільки монахи з Посади, а й міщани. Іконостаси з цієї школи були в церквах в Посаді Риботицькій, Буцові та в багатьох інших місцевостях.
У Риботичах стояла мурована церква з 1775 р, яку після виселення українців замінено на склад, а потім розібрано. Зберігся тільки мурований будинок греко-католицької парафії.
1880 р. у ґміні нараховувалось 248 хат і 1437 жителів, а при дворі — 4 будинки та 45 мешканців. Якщо брати до уваги віру, то серед мешканців Риботич було 839 греко-католиків, 167 римо-католиків та 476 юдеїв. Національний склад Риботич був такий: 167 поляків, 839 русинів (українців), 476 євреїв. У 1915 р. багато жителів вмерли під час епідемії тифу.
1921 р. в Риботичах було 228 хат і 1262 мешканці, з них 774 греко-католики, 174 римо-католики та 314 юдеї. У міжвоєнний період в Риботичах діяла молочарня, яка належала до «Маслосоюзу». Молочарня виробляла масло зі сметани, зокрема тієї, яку привозили з Аксманич.
Під час і зразу після Другої світової війни відбулись великі зміни серед населення. У часи гітлерівської окупації замордовано євреїв, а велику частину українців депортовано 1946 р. в Україну. Під кінець травня 1947 р. 60 осіб української національності під час акції «Вісла» депортовано на західні землі Польщі.
У 1975-1998 роках село належало до Перемишльського воєводства.

## Церква Різдва Богородиці
Рання історія храму в Риботичах невідома. До XVIII століття тут була дерев'яна церква, на місці якої, в перші роки австрійської влади, у 1775 році, була побудована мурована. З 1836 по 1866, впродовж часу, коли в селі будувався новий костел, у церкві правились служби і для латинників. У 1910 році церква зазнала значних ушкоджень від пожежі. Протягом 1918—1922 років споруда була відбудована. Після виселення українців певний час служила як склад. Знищена у 1960-х роках.

### Єврейський цвинтар у Риботичах

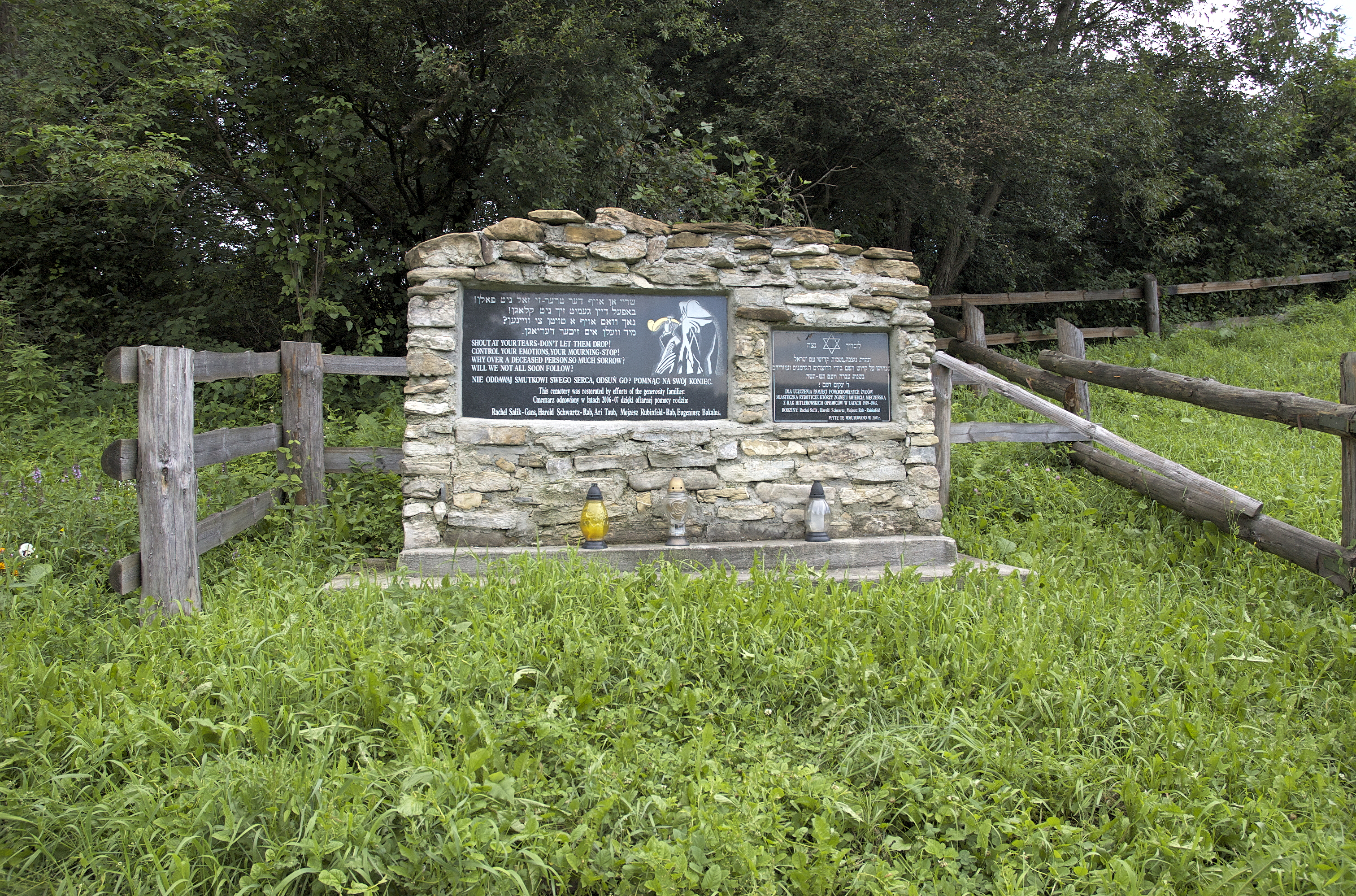
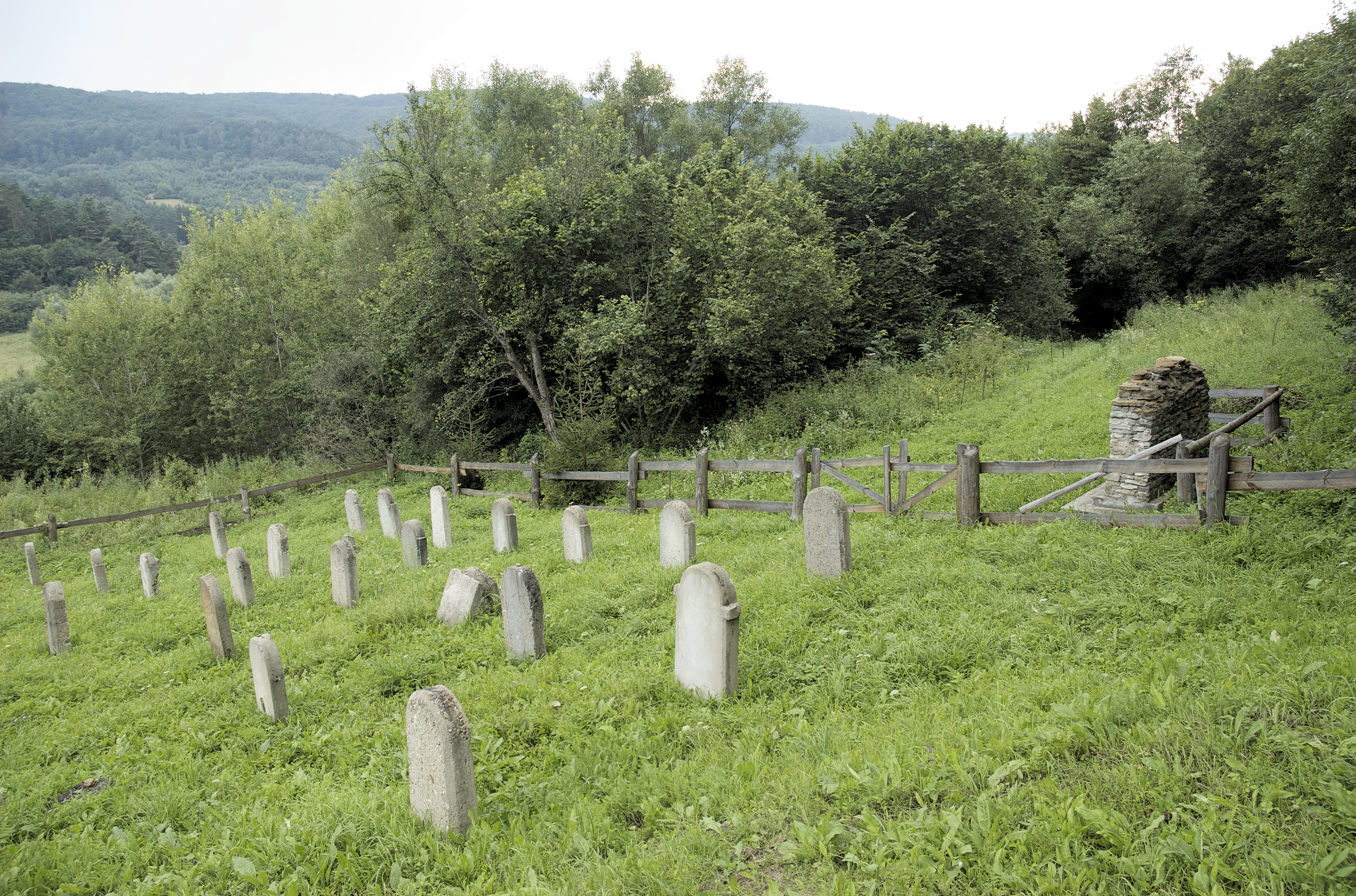
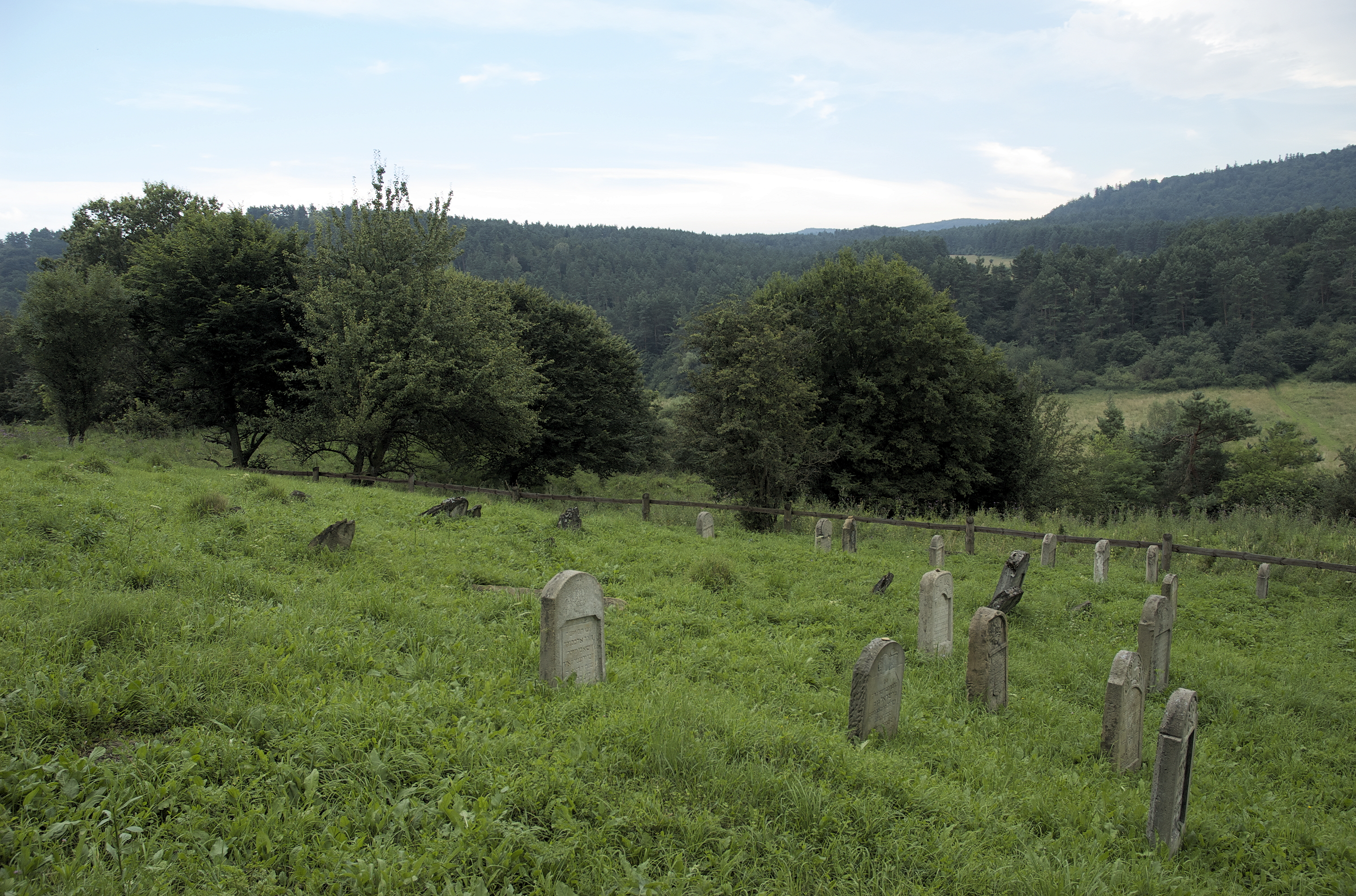

## Євреї у Риботичах
Колись у Риботичах існувала досить велика єврейська громада (у 1938 р. їх тут було 480 осіб). Мали вони свою синагогу, дім молитви, школу. Донині зберігся лише єврейський цвинтар на околиці Риботич.

## Демографія
Демографічна структура станом на 31 березня 2011 року:
|          | Загалом | Допрацездатний вік | Працездатний вік | Постпрацездатний вік |
| -------- | ------- | ------------------ | ---------------- | -------------------- |
| Чоловіки | 189     | 35                 | 135              | 19                   |
| Жінки    | 207     | 45                 | 116              | 46                   |
| Разом    | 396     | 80                 | 251              | 65                   |

## Відомі люди
- Хроновят Михайло — інженер-агроном, кооперативний і громадський діяч українського походження, місцевий уродженець.